# Compatibilisme
Le compatibilisme est une théorie philosophique selon laquelle le déterminisme et le libre arbitre sont compatibles. Elle s'oppose à l'incompatibilisme, qui affirme que libre arbitre et déterminisme ne peuvent coexister.

## Concept
Selon les compatibilistes, il est possible d'être à la fois déterminé et libre. Cela semble paradoxal, car le libre arbitre désigne précisément la capacité de l'agent à s'auto-déterminer, tandis que le déterminisme soutient que l'agent est agi mais n'agit pas par lui-même. Michael Esfeld écrit que « Suivant le compatibilisme, il est essentiel pour la liberté de la volonté de ne pas se laisser entraîner par ses désirs, mais de réfléchir au type de volonté qu'on désire posséder ».